# Wilczeniec Fabiański
Wilczeniec Fabiańesquí [pronunciación en polaco: /vilˈt͡ʂɛɲɛt͡s faˈbjaɲski/] (en alemán: Wolfshuben) es un pueblo en el distrito administrativo de Gmina Fabianki, dentro de Distrito de Włocławek, Voivodato de Cuyavia y Pomerania, en el norte de Polonia. Se encuentra aproximadamente 3 kilómetros al noroeste de Fabianki, 10 kilómetros al norte de Włocławek, y 46 kilómetros al sudeste de Toruń.